# Enrique Rubio
Enrique Rubio Alcázar (Ferrol, 19 luglio 1915 – 1991) è stato un calciatore spagnolo.
In attività giocava nel ruolo di centrocampista. 
Con l'Atlético vinse due campionati (1939-1940, 1940-1941) e una Coppa Eva Duarte. Nella stagione 1939-1940 fu capocannoniere in campionato dei Colchoneros.

## Palmarès

### Club

#### Competizioni nazionali
- Campionato spagnolo: 2

Atlético Madrid: 1939-1940, 1940-1941
- Coppa Eva Duarte: 1

Atlético Madrid: 1940